# جزیره اولخون
جزیره اولخون (روسی: Ольхо́н) (به روسی: Ольхо́н، همچنین به صورت آوانگاری اولچون؛ بوریات: Ойхон، اویخون) سومین جزیره بزرگ دریاچه ای در جهان است. این جزیره با وسعت ۷۳۰ کیلومتر مربع (۲۸۰ مایل مربع) بزرگ‌ترین جزیره دریاچه بایکال در شرق سیبری است. از نظر ساختاری، حاشیه جنوب غربی Academician Ridge را تشکیل می‌دهد. طول این جزیره ۷۱٫۵ کیلومتر (۴۴٫۴ مایل) و عرض آن ۲۰٫۸ کیلومتر (۱۲٫۹ مایل) است.
در مورد منشأ نام جزیره دو روایت وجود دارد و هر دو از زبان بوریات‌ها، مردم بومی اولخون گرفته شده‌اند. اولی این که نام جزیره از کلمه oyhon - چوبی - گرفته شده است و دوم اینکه از olhan - «خشک» گرفته شده است. هنوز این بحث وجود دارد که کدام یک از این دو منشأ واقعی نام اولخون است زیرا هر دو کلمه این جزیره را کاملاً توصیف می‌کنند. بخش اعظم جزیره هنوز توسط جنگل پوشیده شده است و میزان بارندگی بسیار کم است - حدود ۲۴۰ میلی‌متر (۹٫۴ اینچ) در سال.

## جغرافی

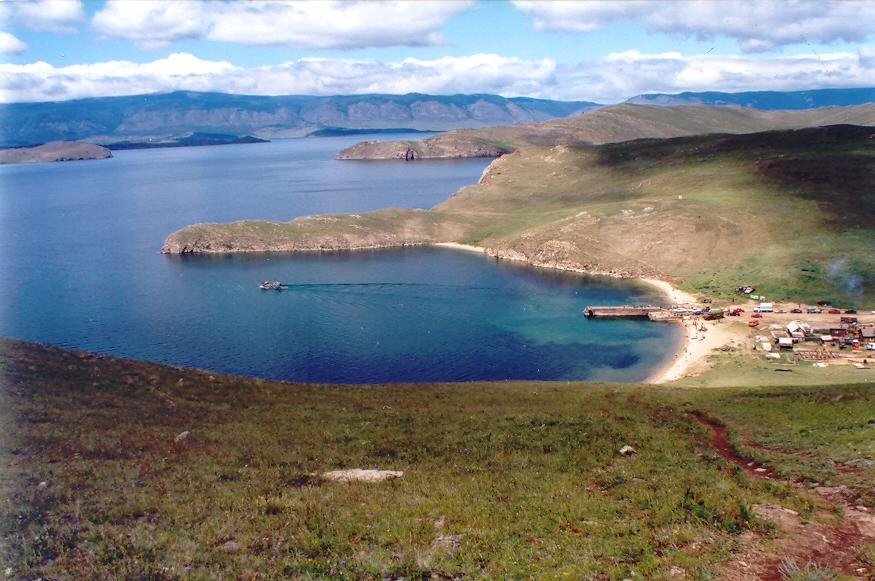
جزیره اولخون

اولخون ترکیبی چشمگیر از زمین دارد و از نظر نشانه‌های باستان‌شناسی غنی است. کوه‌های شیب دار در ساحل شرقی آن قرار دارند و کوه ژیما با ارتفاع ۱۲۷۶ متری (۴۱۸۶ فوت) از سطح دریا، مرتفع‌ترین نقطه جزیره است که اوج آن ۸۱۸ متر (۲۶۸۴ فوت) بالاتر از سطح آب دریاچه بایکال است. این جزیره به اندازه کافی بزرگ است که دریاچه‌های خود را داشته باشد و ترکیبی از تایگا، استپ و حتی یک بیابان کوچک را در خود جای داده است. یک تنگه عمیق جزیره را از خشکی جدا می‌کند.
شکل ظاهری جزیره نتیجه میلیون‌ها سال حرکت تکتونیکی است که منجر به توخالی شدن کانال بین خشکی (Maloe More Sound و تنگه دروازه اولخون) و بلوک سنگی است که جزیره را تشکیل می‌دهد. دامنه‌های تند کوه‌ها، ارتفاع عمودی زمین را نشان می‌دهد.